# Mats Wikström
Mats Johan Wikström (* 10. Juli 1964 in Nacka bei Stockholm) ist ein schwedischer Schauspieler und ehemaliger Kinderdarsteller, der durch seine Rolle des Karlsson in Karlsson auf dem Dach (1974), einer Astrid-Lindgren-Verfilmung, bekannt wurde. Sein Auftritt in der Karlsson-Verfilmung war seine bisher einzige Filmrolle als Hauptdarsteller bzw. als Schauspieler insgesamt, abgesehen von einem Auftritt in dem Teil Svensken och underhållningen der Serie Nugammalt – 77 händelser som format Sverige (77 Ereignisse, die Schweden prägten), in der er sich selbst spielte. Nach seinem Schulabschluss absolvierte Wikström in der schwedischen Stadt Boden eine Ausbildung in der Sicherheitsdienstleistungsbranche, in der er tätig wurde. Er lebt heute in Tyresö und hat einen Sohn, der 1993 geboren wurde.

## Filmografie
- 1974: Karlsson auf dem Dach (Världens bästa Karlsson, auch Karlsson på taket) (Fernsehserie bzw. -film)